# Municipio de Union (condado de Tuscarawas)
El municipio de Union (en inglés: Union Township) es un municipio ubicado en el condado de Tuscarawas en el estado estadounidense de Ohio. En el año 2010 tenía una población de 1502 habitantes y una densidad poblacional de 26,09 personas por km².

## Geografía
El municipio de Union se encuentra ubicado en las coordenadas 40°26′30″N 81°18′35″O / 40.44167, -81.30972. Según la Oficina del Censo de los Estados Unidos, el municipio tiene una superficie total de 57.58 km², de la cual 57.56 km² corresponden a tierra firme y (0.02%) 0.01 km² es agua.

## Demografía
Según el censo de 2010, había 1502 personas residiendo en el municipio de Union. La densidad de población era de 26,09 hab./km². De los 1502 habitantes, el municipio de Union estaba compuesto por el 97.94% blancos, el 0.47% eran afroamericanos, el 0.27% eran amerindios, el 0.07% eran asiáticos, el 0.07% eran isleños del Pacífico, el 0.27% eran de otras razas y el 0.93% pertenecían a dos o más razas. Del total de la población el 0.67% eran hispanos o latinos de cualquier raza.